# Onthophagus kanarensis
Onthophagus kanarensis là một loài bọ cánh cứng trong họ Bọ hung (Scarabaeidae).